# Михайлов, Осип Викторович
Осип Викторович Михайлов (род. 4 января 1984, Бердигестях, Якутская АССР) — российский борец вольного стиля. чемпион России. Обладатель Кубка мира в команде.

## Карьера
В июле 2006 года в Нижневартовске в финале чемпионата России Михайлов в упорной борьбе уступает Бесику Кудухову. В июле 2007 года в Москве в финале чемпионата России в трёх периодах одолел Джамала Отарсултанова, став победителем турнира. В июне 2008 года в Санкт-Петербурге на чемпионате России в первом круге проиграл Нариману Исрапилову. В феврале 2008 года в составе сборной России во Владикавказе стал обладателем Кубка мира. В июле 2009 года в финале чемпионата России уступил Виктору Лебедеву, завоевав серебряную медаль. С 2013 года Михайлов работает начальником сборной Якутия по вольной борьбе.

## Спортивные результаты
- Чемпионат России по вольной борьбе 2006 — ;
- Чемпионат России по вольной борьбе 2007 — ;
- Кубок мира по вольной борьбе 2008 (команда) — ;
- Чемпионат России по вольной борьбе 2009 — ;
- Турнир Али Алиева 2011 — 5

## Личная жизнь
С 1-го по 9-й классы учился в средней школе села Дикимдя, а с 10-го класса поступил в Якутское училище олимпийского резерва. 2 декабря 2006 года в Якутске Осип сыграл свадьбу с Ольгой Матвеевой. 2 июня 2007 года у него родился сын Уйгун, в 2009 дочь — Сандаара, а в 2013 году — Сайаана.